# Cetomimus teevani
Cetomimus teevani е вид лъчеперка от семейство Cetomimidae. Видът не е застрашен от изчезване.

## Разпространение и местообитание
Разпространен е в Бермудски острови, Мексико и САЩ.
Обитава крайбрежията на океани, морета и заливи.

## Описание
На дължина достигат до 10,5 cm.